# Yolanda Becerra
Pour les articles homonymes, voir Becerra.
Yolanda Becerra Vega, née en 1959 à Barrancabermeja en Colombie, est une militante féministe et pacifiste colombienne.
Elle est la fondatrice de la Direction nationale de l'Organisation féminine populaire (en espagnol : Organización Femenina Popular, OFP), une entité créée en 1972 au sein de la pastorale du diocèse[Lequel ?], et qui devient en 1988 une organisation autonome basée à Barrancabermeja pour soutenir les femmes dans la résistance pacifique contre la violence et appuyer le dialogue pacifique. Elle s'efforce de créer des structures pour les femmes, comme la construction d'un musée de la mémoire et des droits humains pour les femmes.
Durant plus de quatre décennies de défense des femmes victimes du conflit de la région de Barrancabermeja et de Magdalena Medio, Yolanda Becerra Vega est persécutée et assiégée par des groupes paramilitaires, et est menacée de mort à plusieurs reprises. Le bureau du Procureur général lui-même dénonce le projet des Forces unies d'autodéfense de Colombie d'assassiner Yolanda Becerra. L'Organisation populaire des femmes et d'autres groupes sociaux opposés à la violence sont déclarés cibles militaires et obligés de prendre des mesures de protection énergiques.

## Biographie

### Jeunesse
Yolanda Becerra Vega est l'aînée d'une famille de sept frères et sœurs et appartient à une famille ouvrière du nord-est de Barrancabermeja. Son père, Gustavo Becerra, meurt quand elle a 17 ans. La conscience sociale de Yolanda Becerra commence à se développer à l'école Camilo Torres où elle participe au mouvement étudiant et aux initiatives d'alphabétisation de la paroisse Señor de los Milagros.

### Implication paroissiale et sociale
À 20 ans, après avoir terminé ses études secondaires, Yolanda Becerra commence à travailler comme secrétaire de la paroisse du secteur nord-est de sa ville natale et, deux ans plus tard, elle commence à travailler dans la pastorale sociale du diocèse, un milieu particulièrement influencé par la théologie de la libération ; elle commence à prendre la voie de l'Organisation féminine populaire (OFP). Yolanda Becerra ne comprend pas pourquoi les femmes doivent s'organiser séparément alors que de forts mouvements sociaux existent déjà, et en ressent de la colère, puis comprend de ce fait l'importance d'avoir une organisation de femmes.

« Les femmes de Barrancabermeja–Magdalena Medio, nous circulons toujours en groupe très nombreux. On nous appelle pour nous dire : ils vont tuer une personne de ce côté-là ; alors 100 femmes y vont et ils doivent renoncer. Nous avons sauvé ainsi de nombreuses personnes. C'était le moyen de gérer la peur et de se protéger sans être complices des meurtres. »

— Yolanda Becerra, Humanas Colombia

### Organisation féminine populaire
Yolanda Becerra et Rosalba Meriño s'engagent en 1988 pour l'autonomie de l'Organisation féminine populaire (OFP) en matière de pastorale. Le 23 décembre 2000, des groupes paramilitaires investissent la ville et imposent leur loi à la population civile. C’est alors que l'OFP adopte une position de résistance pour la défense des droits civils et politiques, et sollicite un soutien national et international. Plusieurs de ses membres sont tués : Diafanol Sierra Vargas est tuée en 2002, Esperanza Amaris en octobre 2003, et Yamile Agudelo est torturée et assassinée en mars 2006. Yolanda Becerra elle-même est attaquée, menacée et torturée dans sa propre maison en 2007.
Yolanda Becerra est nommée en 2005 pour le prix Nobel de la paix avec 1 000 autres femmes de 155 pays différents,.
En 2007, peu après l'annonce par le gouvernement suédois que le prix Per Anger lui est attribué, elle est victime d'une agression dans sa propre maison. Mais cela ne l'empêche pas de continuer son œuvre malgré les violences et les intimidations. Elle reçoit en 2009 le prix Ginetta Sagan décerné par Amnesty International.

## Prix et reconnaissances
- 2005 : Nommée pour le prix Nobel de la paix dans la proposition 1000 PeaceWomen[6],[7].
- 2007 : Prix Per Anger, institué par le gouvernement suédois pour récompenser ceux qui se consacrent à la promotion des activités humanitaires et démocratiques[9].
- 2009 : Prix Ginetta Sagan, décerné par Amnesty International en reconnaissance des personnes qui luttent pour la défense des droits humains des femmes et des enfants[8].